# Hrabstwo Carroll (Missisipi)
Hrabstwo Carroll (ang. Carroll County) – hrabstwo w stanie Missisipi w Stanach Zjednoczonych. Obszar całkowity hrabstwa obejmuje powierzchnię 634,54 mil² (1643,45 km²). Według szacunków United States Census Bureau w roku 2009 miało 10 278 mieszkańców.
Hrabstwo powstało w 1833 roku.

## Miejscowości
- Carrollton
- North Carrollton
- Vaiden[4]

| Populacja hrabstwa w poprzednich latach | Populacja hrabstwa w poprzednich latach |
| Rok                                     | Liczba ludności                         |
| --------------------------------------- | --------------------------------------- |
| 1980                                    | 9666                                    |
| 1990                                    | 9237                                    |
| 2000                                    | 10 769                                  |
| 2005                                    | 10 397                                  |